# Сасовка 1-я
Сасовка 1-я — хутор в Репьёвском районе Воронежской области Российской Федерации.
Входит в состав Колбинского сельского поселения.

## География
На хуторе имеется одна улица — Заречная.

## Население
| 2010 |
| ---- |
| 61   |